# Rousseloy
Rousseloy – miejscowość i gmina we Francji, w regionie Hauts-de-France, w departamencie Oise.
Według danych na rok 1990 gminę zamieszkiwało 335 osób, a gęstość zaludnienia wynosiła 86 osób/km² (wśród 2293 gmin Pikardii Rousseloy plasuje się na 665. miejscu pod względem liczby ludności, natomiast pod względem powierzchni na miejscu 977.).